# Jackson (Alabama)
Jackson város az USA Alabama államában, Clarke megyében. Lakosainak száma 4748 fő (2020. április 1.).

## Története
Jacksont 1816-ban alapították, és Andrew Jackson elnökről kapta a nevét.
A polgárháború alatt egy konföderációs erődöt hoztak létre a Tombigbee folyó partján. Fort Carney-nek nevezték el, és Carney's Bluffon helyezkedett el, Jacksontól délre. Az ágyú, amely a sziklán volt, ma a városháza előtt áll.

## Népesség
A település népességének változása:

| 2010 | 5 228 |
| 2020 | 4 748 |